# Menaechmus
Menaechmus (Oudgrieks: Μέναιχμος) (380 v.Chr. – 320 v.Chr.) was een Griekse wiskundige en meetkundige, geboren in Alopecennesus (in het huidige Turkije), die bekend was door zijn vriendschap met de beroemde filosoof Plato en voor zijn klaarblijkelijke ontdekking van de kegelsneden en zijn oplossing voor het toen reeds oude probleem van kubusverdubbeling door gebruik te maken van parabolen en hyperbolen. Er zijn maar weinig directe bronnen voor Menaechmus' werk - zijn werk over kegelsneden is voornamelijk bekend van een epigram van Eratosthenes, en de prestaties van zijn broer (voor het bedenken van een methode om een vierkant te maken met een gelijke oppervlakte als een gegeven cirkel met gebruikmaken van de quadratrix), Dinostratus, zijn slechts bekend uit de geschriften van Proclus. Proclus vertelt ook dat Menaechmus onderwezen werd door Eudoxus van Cnidus.
Er is een vreemde uitspraak van Plutarchus met als strekking dat Plato het afkeurenswaardig vond dat Menaechmus zijn oplossing bereikte door gebruik te maken van een mechanisch apparaat; het nu bekende bewijs is louter op basis van algebra bereikt.
Er wordt beweerd dat Menaechmus een leraar van Alexander de Grote was; deze veronderstelling is afgeleid van de volgende anekdote: naar verluidt vroeg Alexander hem eens naar de kortste weg om de meetkunde te begrijpen, waarop hij antwoordde "O, Koning, om over de weg te reizen zijn er koninklijke wegen en wegen voor de gewone burgers, maar in de meetkunde is er maar één weg voor allen" (Beckmann 1989, p. 34). Deze uitspraak wordt echter voor het eerst toegeschreven aan Stobaeus rond 500 n.Chr., en dus of Menaechmus werkelijk les gaf aan Alexander is onzeker.
Waar hij precies gestorven is, is ook onzeker - alhoewel moderne wetenschappers geloven dat hij uiteindelijk stierf in Cyzicus.